# Aeropuerto Internacional José Joaquín de Olmedo
Aeropuerto Internacional José Joaquín de Olmedo (IATA: Code; GYE, ICAO: SEGU) er en lufthavn beliggende i Guayaquil, Ecuador. Den betjener godt 5 millioner passagerer årligt.

## Flyselskaber fra Guayaquil
- Aerogal (Quito, Cuenca, Baltra, San Cristóbal, Bogotá, Medellín)
- Air Comet (Madrid)
- American Airlines (Miami)
- Avianca (Bogotá)
- VIP (Quito, Salinas)
- Continental Airlines (Houston, Newark)
- Copa Airlines (Panama City)
- Delta Air Lines (Atlanta)
- Icaro Air (Cuenca, Quito)
- Iberia (Madrid)
- KLM (Amsterdam, Bonaire)
- LAN Airlines (Caracas, Santiago de Chile)
- LAN Ecuador (Buenos Aires-Ezeiza, Madrid, New York-JFK, Miami)
- LAN Peru (Lima)
- Santa Barbara Airlines (Caracas)
- TACA
- Lacsa (San José (CR)
- TACA Peru (Lima)
- TAME (Quito, Cuenca, Baltra, San Cristóbal)